# Linga (Hildasay)

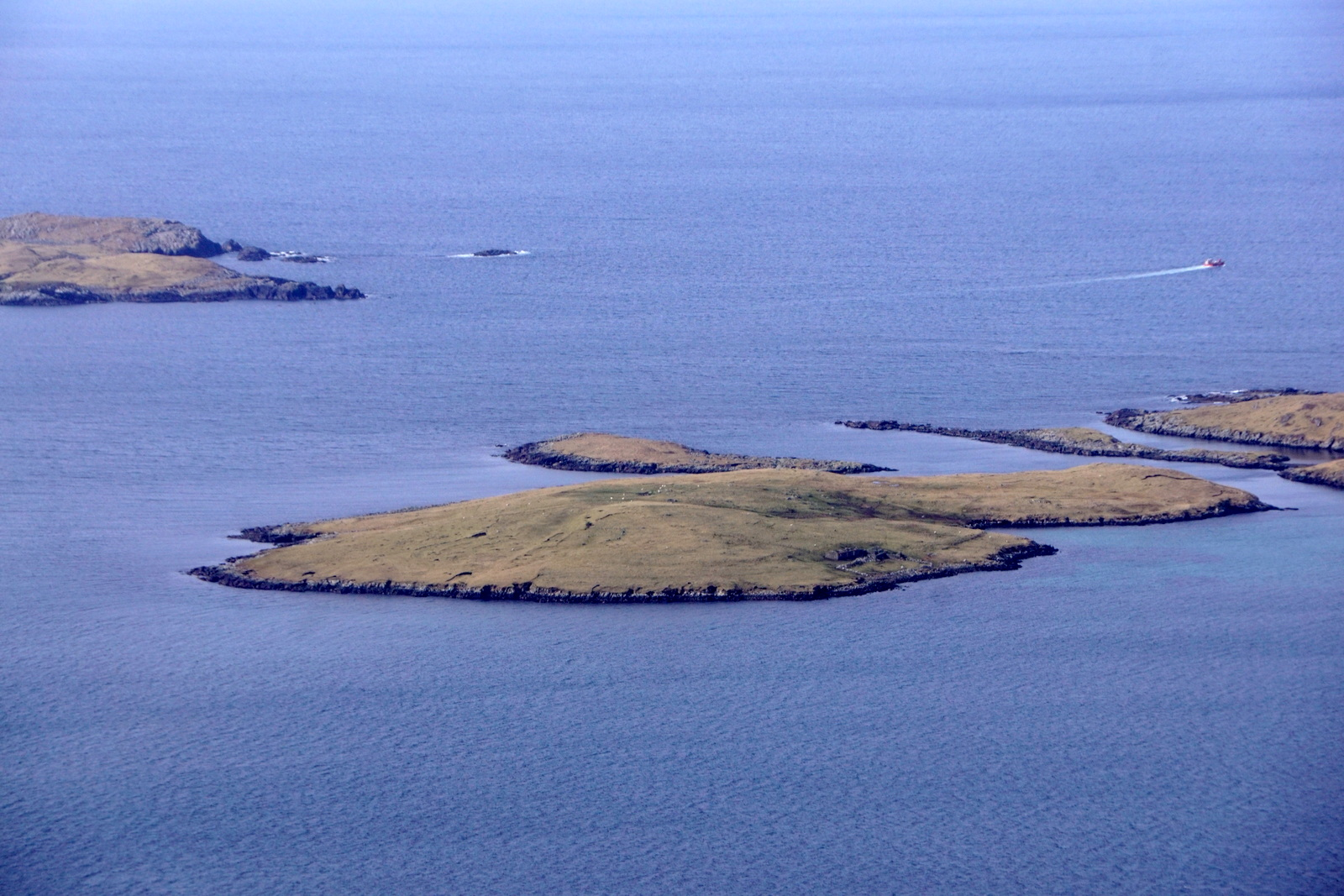
Linga im Luftbild

Linga ist eine kleine Insel, die im Norden der zu Schottland zählenden Shetlands liegt.

## Geographie
Das unbewohnte Linga liegt unmittelbar südöstlich der größeren Insel Hildasay, etwa vier Kilometer westlich von Scalloway. Es erhebt sich auf eine Höhe von 22 Metern. Im Südwesten von Linga befindet sich der Felsen Hogg of Linga. Weitere Inseln in der Nähe sind Langa im Osten, Papa im Süden und Cheynies im Südwesten.

## Historisches
Im Rahmen der historischen Gliederung Schottlands in Civil Parishes zählt Linga zu Tingwall.